# チキチキシリーズ
チキチキシリーズは、嬉野秋彦による日本のライトノベルシリーズ。角川スニーカー文庫より『チキチキ美少女神仙伝！』シリーズ、ファミ通文庫より『チキチキのわ〜る烈風伝!!』シリーズがそれぞれ出版されており、本項目においては、この2作品を扱う。

## 概要
全作品において、世界観と主要登場人物が一貫されているが、書籍発刊において出版社とシリーズ名が異なるために、このように呼ばれる。ちなみに全話において、漫画家・イラストレーターのせたのりやすがイラストを担当している。これについて作者の嬉野は『烈風伝!!』の一巻あとがきで「ファミ通文庫が、せた先生にイラストの仕事を発注しようとしている」という話を担当などから聞きつけて「だったらチキチキにせた先生の絵をつけて出してくれよう」と考えて『烈風伝!!』を執筆した（作者側からシリーズのプレゼンをファミ通文庫に対して行った）と語っている。

### 世界観
いわゆる閻浮提を前提とした中華思想的な世界観が構築されている。その中で人間界における閻浮提の各贍部洲（＝大陸）毎に、個々に性質の異なる天界があるとされ、主人公たちが属するのは南贍部洲（なんせんぶしゅう）の天界とされている。また各贍部洲間の天界は相互に交流があり、特に西牛貨洲（さいごけしゅう）の天界（いわゆる天竺）とは深い交流があるかのような描写が成されている。他にも南贍部洲よりも多くの神々が序列を持たずに共同で治めるとされる東勝身洲（とうしょうしんしゅう）の存在が明言されている。ただし、これらの世界の中には西アジアからヨーロッパ（ロシアを含む）やアメリカ大陸、アフリカ大陸は、存在せず、これらの存在する世界は次元の壁に阻まれて行き来ができない異世界であるともされている。
また役職の任命は実力より世襲が優先・前提となっている。無論、実力で役職を得た者も存在するが、そうした人材は文官に多く少数派とも言える。現在の天界・天軍は世襲による代替わりの真っ最中で、そのために多少、世情が不安定となっている部分がある。また本作における星宿名・神名は、いわゆる「役職名」である事が多い。

## 登場人物
※各メディア作品におけるキャストについては、それぞれを扱った節にて後述する。

### 兜率宮の双子
天界において天帝にも一目置かれるエラい神様である太上老君に仕える侍女たち。『チキチキ美少女神仙伝！』の主役となる双子の少女。最初のシリーズでは理由があって着替えた際を除いて、色違いの道服姿であり、瞳の色と髪の切り揃え方くらいしか違いが無かった。だが、続編の『のわ〜る』では大幅なデザインの変更が行われている。
李 麗芳（り れいほう）
双子の少女の姉で、金の瞳を持つ。本来は兜率宮における武具蔵である「武宝金蔵」を守護する役を持ち、金仙華児（きんせんかじ）の仙女名を持っている。本人としては体育会系よろしく、良く言えば活発で大らか、悪く言えばガサツでいぎたなく図々しい。そのため自身の役目に対しても、あまり意識する事無く、大抵の場合は妹に投げっぱなしという、あからさまな脳筋少女。関羽大好きな三国志マニア。
鳳月とは、のちに体育会系として共に特訓し武術武芸を研鑽し合う仲となる。なお、そのため『烈風伝!!』ではメインヒロインの役割を持つようになっていく。
李 淑芳（り しゅくほう）
双子の少女の妹で、銀の瞳を持つ。兜率宮における宝貝類制作炉ならびにかまど類たる「八卦銀炉」を守護する役を持ち、銀仙華児（ぎんせんかじ）の仙女名を持っている。読書が好きな根っからのインドアで、符術などの道術に長ける。その一方でバトル時には直接攻撃的な決定力に欠け、その部分を見抜かれた敵には「サポート役」と揶揄される事も多い。
読書家なのが災いしているのか妄想癖および耳年増な部分がある。壮絶な面食いで大人な美男子には目が無い。

### のわ〜る神将コンビ
天帝の親衛隊である北斗七星・南斗六星に所属する、幼馴染同士のルーキーズ。『チキチキのわ〜る烈風伝!!』の主役となる新米神将のコンビ。
袁 鳳月（えん ほうげつ）
北斗七星の筆頭、破軍星君（はぐんせいくん）の役を実父から受け継いだ少年。初登場は『神仙伝！』の2話目「二千年目の魔女」でシリーズ初期からのサブキャラクター。そのため『烈風伝!!』は鳳月を主役としたスピンアウト作品とも言える。
神将として真面目で向上心があるが、並み居る先輩たちの中では、まだまだ腕が未熟で実力に対して役が勝ちすぎている部分がある。自身も、その部分がコンプレックスとなっており、母親譲りの愛らしい優しい面差しや、いまだに声変わりのしない自身の甲高い声をコンプレックスで声を低くする薬を使ったり、父や関羽の「立派な髭」に憧れている（鳳月自身は一向に生える気配がないらしい）。また、そのような特徴を持っているため、時々女性に間違えられたり、任務とはいえ女装させられたりしている。『烈風伝!!』2話目ではついに女体化の被害者にまでなった。
麗芳とは、同じ体育会系であり、なおかつ互いに三国志好きという事で、とても趣味があっている。ただ思春期の少年らしく、彼女に対してはイマイチ素直になりきれなかったりする。
呉 星秀（ご せいしゅう）
南斗六星の一星、大理星君（だいりせいくん）の役を、やはり実父から受け継いだ少年。『烈風伝!!』からの新キャラ。
黙っていれば、それなりの二枚目だが、実のところは頭の中がナンパ一色という「心の三枚目」であり、役目よりも自身の欲望を優先する不真面目な神将。騒動に対して女の子を追っかけまわして役目を疎かにし、上司である熒惑に毎度の如く、急所に音速のニーキックを喰らわされるのがお約束となっている。さらに拷問マニアのドSであり、それが星秀の残念ぶりに拍車をかけていたりする。
鳳月の兄貴分を気取って常に下に見ていたが、当の鳳月は日々努力を重ねており、先輩である緑麗に自身の進歩のなさをダメ出しされた際には衝撃を受けていた。

### 主人公の周囲の神々
太上老君（たいじょうろうくん）
双子の親代わりとなる保護者。天帝をも一目置く、エラい神様であるはずなのだが、その実態はワガママジジイで、様々な面倒事を双子や周囲に押し付けたりする。明らかに麗芳のガサツさの原因となっている人物。「神としては新米のクセに人気ばっかりありやがる」という理由で関羽を心底、嫌っており、（自信がヒゲジジイであることは棚に上げて）彼の事を「ヒゲオヤジ」呼ばわりしている。
太白金星（たいはくきんせい）/ 李 長康（り ちょうこう）
双子および鳳月の兄貴分として、彼女らの事を気にかけているハンサム。「太白サマ」と呼ばれ彼らに慕われる。淑芳に惚れられているが、彼女の事はあくまでも妹分と見ており、実は彼女持ち。忙しい彼女になかなか会えないのが悩みのタネではある。なお、双子と同じ李姓だが、血縁関係は無い。
熒惑火星（けいわくかせい）/ 李 熒熾（り けいし）
太白サマの双子の姉。凶悪なニーキック（真空飛び膝蹴り）に定評がある女性。天軍のトップ職である熒惑火星の地位にあり「熒惑さま」と呼ばれている。鳳月および星秀の直属の上司。天蓬元帥を務める朱豪遼という恋人がいるが、何かと喧嘩になるらしく、その関係で不機嫌なことも多い。
趙（ちょう）さん
老君の碁打ち仲間で先代の北斗貪狼星君。であると同時に老君のワガママの被害者の一人であり、彼と碁を打っては頭の血管を切っている。2人の娘の父親で、男やもめ。
文昌帝君（ぶんしょうていくん） / 趙 翠艶（ちょう すいえん）
趙さんの長女で太白サマの、よくできた彼女。天界の文官のトップである文昌帝君の地位にある。仕事および、よく血管を切っている父親の介護に忙しい苦労人。
趙 緑麗（ちょう りょくれい）
趙さんの次女で鳳月の北斗七星としての同僚（実質的には先輩であり監督者）。父より役職を受け継ぎ、貪狼星君の地位にある。鳳月以上の超真面目人間だが、時に理に勝って非に落ちるレベルの杓子定規ぶりを披露する事もある。

## 既刊一覧

### チキチキ美少女神仙伝！
- 嬉野秋彦（著）・せたのりやす（イラスト）、角川書店〈角川スニーカー文庫〉、全7巻
  - 『失われた雷霆鞭（） チキチキ美少女神仙伝！1』、1996年6月27日発売[4]、ISBN 978-4-0441-7801-7
  - 『二千年目の魔女 チキチキ美少女神仙伝！2』、1996年9月25日発売[5]、ISBN 978-4-0441-7802-4
  - 『海の上でも命懸け！ チキチキ美少女神仙伝！3』、1996年11月26日発売[6]、ISBN 978-4-0441-7803-1
  - 『銀星眼の魔神〜陰〜 チキチキ美少女神仙伝！4』、1997年8月29日発売[7]、ISBN 978-4-0441-7806-2
  - 『銀星眼の魔神〜陽〜 チキチキ美少女神仙伝！5』、1998年1月29日発売[8]、ISBN 978-4-0441-7808-6
  - 『チキチキ歳時記 チキチキ美少女神仙伝！6』、1998年6月30日発売[9]、ISBN 978-4-0441-7809-3
  - 『皇帝円舞曲 チキチキ美少女神仙伝！7』、1998年10月29日発売[10]、ISBN 978-4-0441-7810-9

### チキチキのわ〜る烈風伝!!
- 嬉野秋彦（著）・せたのりやす（イラスト）、エンターブレイン〈ファミ通文庫〉、全7巻
  - 『チキチキのわ－る烈風伝!!1 ショットガンマリッジ』、2002年4月20日発売[11]、ISBN 978-4-7577-0833-4
  - 『チキチキのわ－る烈風伝!!2 ビーストハウリング』、2002年8月24日発売[12]、ISBN 978-4-7577-0958-4
  - 『チキチキのわ－る烈風伝!!3 フォクシーステップ』、2003年1月24日発売[13]、ISBN 978-4-7577-1241-6
  - 『チキチキのわ－る烈風伝!!4 キューティーリップス』、2003年3月20日発売[14]、ISBN 978-4-7577-1359-8
  - 『チキチキのわ－る烈風伝!!5 ロボトニックウォー』、2003年11月20日発売[15]、ISBN 978-4-7577-1632-2
  - 『チキチキのわ－る烈風伝!!6 ダークスターライジング』、2004年4月19日発売[16]、ISBN 978-4-7577-1834-0
  - 『チキチキのわ－る烈風伝!!7 ジェイドブレイカー』、2004年9月18日発売[17]、ISBN 978-4-7577-1996-5

## ラジオドラマ
2002年にこのシリーズ（正確には『烈風伝』）を原作としたラジオドラマ『チキチキのわ〜る烈風伝!! ダブルキャスト』が製作された。ラジオ大阪の番組「関様・姫のやっぱりキャラでイキましょう。」内にて放送され、パイオニアLDCよりこれをまとめたCDが発売された。

### メインキャスト
- 袁 鳳月（えん ほうげつ）声：竹内順子
- 呉 星秀（ご せいしゅう）声：関智一
- 李 麗芳（り れいほう）声：ゆかな
- 李 淑芳（り しゅくほう）声：寺田はるひ
- 熒惑火星 李 熒熾（けいわくかせい り けいし）声：小山茉美